# Mycena luxarboricola
Mycena luxarboricola é uma espécie de cogumelo da família Mycenaceae. Foi coletada originalmente no estado do Paraná e publicada cientificamente em 2010.